# Barbus stigmasemion
Barbus stigmasemion és una espècie de peix cipriniforme de la família dels ciprínids.
Els adults poden assolir els 8,5 cm de longitud total. Es troba al riu Ubangui (Àfrica).